# Chipita

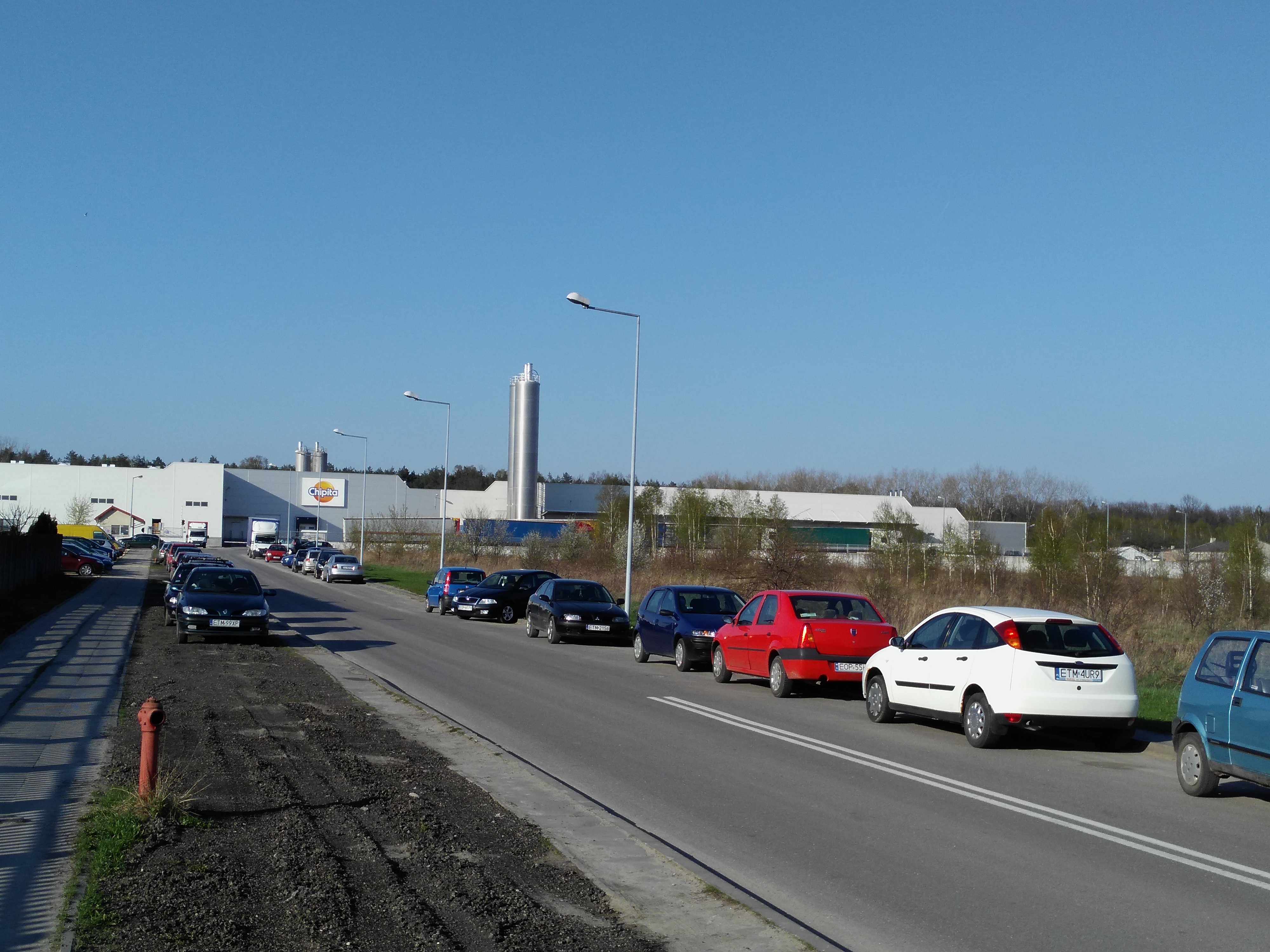
Tomaszowska fabryka Chipity

Chipita – firma cukiernicza założona w 1973 roku w Grecji. W 1995 roku weszła na rynek pozakrajowy. Należała do greckiego koncernu Vivartia, do którego należą także takie spółki jak DELTA Dairy, Goody's oraz Barba Stathis. Od 3 stycznia 2022 należy do 
Mondelēz International. Znana jest przede wszystkim z produkcji rogalików 7 Days z nadzieniem kakaowym oraz Spumante i rogalików Chipicao z nadzieniem kakaowym. Ponadto produkuje batony 7 Days, sucharki Bake Rolls o różnych smakach oraz Pita Bakes. Poza Polską znane są także jej inne produkty, m.in. Molto, Fineti oraz chipsy Chipita Chips i Tsipers. Jej największy zakład produkcyjny mieści się w Bułgarii. Polski oddział - Chipita Poland Sp. z o.o. mieści się w Warszawie. Zakład produkcyjny znajduje się w Tomaszowie Mazowieckim. Pomimo trwającej wojny po rosyjskiej inwazji na Ukrainę, Chipita zdecydowała się kontynuować swoją działalność w Rosji. Decyzja ta spotkała się z krytyką, szczególnie ponieważ wiele innych firm zawiesiło swoją działalność w odpowiedzi na sytuację. Obecnie firma ma swoje oddziały w wielu krajach:
- Bułgarii
- Czechach
- Grecji
- Egipcie
- Polsce
- Portugalii
- Rosji
- Rumunii
- Słowacji
- Włoszech
- Węgrzech

## Marki Chipity
- 7DAYS
- Bake Rolls
- Chipicao
- Fineti
- Molto
- Chipita Chips
- Tsipers
- Extra
- Spin Span